# Мартин, Трейвон
Трейвон Бенджамин Мартин (англ. Trayvon Benjamin Martin, 5 февраля 1995 года — 26 февраля 2012 года) — 17-летний афроамериканский подросток из Майами Гарденс (штат Флорида), был смертельно ранен Джорджем Циммерманом. Мартин уехал с отцом в гости к девушке отца в её дом в Твин Лейкс в Санфорде. Вечером 26 февраля Мартин шёл в одиночестве к дому из ближайшего магазина. Циммерман, член соседского дозора, увидел Мартина и сообщил о нём в полицию Санфорда как о подозрительном. Через несколько минут произошла ссора, и Циммерман застрелил Мартина.
Циммерман был ранен во время столкновения и утверждал, что защищался. На тот момент его не обвинили. Полиция заявила, что нет никаких доказательств, которые могли бы опровергнуть его заявление о самообороне, и что законы Флориды запрещают им арестовывать или обвинять Циммермана. После того, как национальные СМИ сосредоточили внимание на этом инциденте, Циммерману в конце концов были предъявлены обвинения, он предстал перед судом, но суд присяжных оправдал его в июле 2013 года.

## Общественный резонанс
После смерти Мартина по всей стране прошли  митинги, марши и акции протеста. В марте 2012 года сотни учеников его средней школы провели забастовку в память о Мартине. Онлайн-петиция с требованием провести полное расследование и судебное преследование Циммермана собрала 2,2 миллиона подписей. Также в марте 2012 года история, связанная со смертью Мартина, освещалась больше, чем президентская гонка, которая шла в то время. Начались национальные дебаты о расовом профилировании. Губернатор Флориды назначил рабочую группу для изучения законов штата о самообороне. Жизнь Мартина была тщательно изучена средствами массовой информации и блоггерами. Имя Трейвона было написано в Твиттере более двух миллионов раз за 30 дней после стрельбы. Более тысячи человек посетили прощание за день до его похорон, которые состоялись 3 марта 2012 года в Майами. Он был похоронен в Dade-Memorial Park (север), в Майами. В июле 2013 года Мартину был посвящен мемориал в Историческом музее Голдсборо Вестсайд, музее чёрной истории в Санфорде.